# Nicolas Herman
Nicolas Herman (ur. 14 lipca 1975 w Liège) – belgijsko-francuski aktor.

## Życiorys
Po ukończeniu Conservatoire de Liège, zapisał się na kurs aktorski Ecole Florent w Marsylii, poszukiwał bez powodzenia ról filmowych w Paryżu. Po debiucie kinowym w komedii Absolutnie fantastyczny (Absolument fabuleux, 2001) z Catherine Deneuve, kiedy porzucił marzenia o aktorstwie i wrócił do rodzinnego miasta, paryscy producenci poszukiwali nieznanych twarzy do opery mydlanej Plus belle la vie (2005-2007) o mieszkańcach Marsylii, gdzie ostatecznie zagrał policjanta-geja. W serialu Gorycz tropików (Tropiques amers, 2007) wystąpił w roli szlachcica mieszkającego na Martnice, który nie akceptując niewolnictwa, zostaje dominikaninem.
Wystąpił na scenie w komedii Alfreda de Musseta Nie igra się z miłością, Kobiety nie istnieją? (Les femmes n'existent pas?).
Ze związku z Blandine Bury ma syna Hippolyte.

## Filmografia

### Filmy kinowe
- 2007: Fracassés jako Jacques
- 2001: Absolument fabuleux jako student w cafétérii 2

### Seriale TV
- 2007: Gorycz tropików (Tropiques amers) jako François de Rochant
- 2005-2007: Plus belle la vie jako Nicolas Barrel
- 2004: Baie ouest jako Rzymianin
- 2003: Un été de canicule jako Bertrand
- 2003: Julie Lescaut jako Marc Nibet